# Popó (futebolista)
Apolinário Santana, mais conhecido como Popó (Salvador, 9 de fevereiro de 1902 — Salvador, 17 de fevereiro de 1955) foi um futebolista brasileiro. Ele é um dos grandes nomes do futebol baiano tendo atuado por onze clubes do estado, porém, se destacou e foi o principal jogador do Ypiranga fazendo diversas pessoas se maravilharem com suas atuações em campo e trazendo diversos torcedores ao time. Irmã Dulce era torcedora do time e grande fã do jogador.
Popó foi o primeiro grande jogador do futebol baiano. Apelidado de "Craque do Povo" ou "O Terrível", o jogador viveu em uma época em que não era comum ter jogadores negros em clubes de futebol, porém, ao lado do Ypiranga, Popó combateu essa desigualdade em campo mostrando todo o seu talento e trazendo muitos torcedores ao clube.
Popó jogou em diversos clubes baianos, porém, seu auge foi no Ypiranga onde se tornou um jogador reconhecido em todo o estado e lembrado por diversas figuras famosas, além disso, até hoje ele é lembrado como o maior ídolo do clube aurinegro.
Também é considerado um dos maiores jogadores da história do Botafogo-BA, onde teve inúmeras conquistas assim como nos clubes anteriores. Disputou dois jogos com a camisa do Vitória, sendo que em um desses, ajudou o clube a conquistar mais um título.

## Biografia
Popó iniciou sua carreira aos 14 anos de idade, jogando em todas as posições (até no gol). Tornou-se tão popular, que ganhou a alcunha de "o craque do povo", devido a suas jogadas que faziam a população do estado inteiro ficarem maravilhados. Também ganhou outro apelido: "O Terrível" por conta da sua habilidade para mudar a trajetória de um jogo de forma fria.
Atuou em onze clubes de Salvador, com destaques para Botafogo-BA, Ypiranga e Bahiano de Tênis. Foi o maior craque do esporte baiano nas décadas de 1920 e 1930.
Logrou-se bicampeão estadual jogando pelo Ypiranga. Mas a principal façanha do maior supercraque baiano foi tornar-se o líder do revolucionário time do Ypiranga, o primeiro a vencer o racismo que marcou o início do futebol no país. O Vasco da Gama e outros clubes seguiram o exemplo dos baianos.
Em 15 de Abril de 1923 o Ypiranga enfrentou o Fluminense (que era o atual campeão carioca) em um amistoso no Estádio da Graça, o resultado foi 5-4 para o Ypiranga com todos os gols tendo sido marcados por Popó. No dia seguinte, os jornais de todo o país noticiaram "Popó 5-4 Fluminense". Depois desse jogo, Popó ficou conhecido no Rio de Janeiro como "Popó das Laranjeiras".
Infelizmente, assim como muitos jogadores das décadas passadas, Popó começou a sofrer problemas com o alcoolismo e se aposentou do futebol. Além disso, perdeu o dinheiro conquistado em seu passado vitorioso no futebol baiano.
Mesmo com toda sua fama, fora do esporte não conseguiu vencer o vício no alcool. Terminou a carreira pobre e pedindo esmolas na Arena Fonte Nova. No dia 17 de Fevereiro de 1955, O primeiro ídolo do futebol baiano faleceu aos 53 anos.

## Homenagens
- Reconhecimento de Santa Dulce e Jorge Amado
- Biografia completa sobre a vida e carreira de Popó escrita por Aloildo Gomes Pires
- Poema de Edson Bulos sobre o jogador
- Troféu do Campeonato Baiano de 2002 foi chamado de "Apolinário Santana" em homenagem ao craque.
- Rua em Salvador nomeada em sua homenagem

## Legado
Décadas depois da sua morte, velhos admiradores do craque fundaram um clube de várzea que homenageava seu nome. Com sede na Ladeira da Fonte das Pedras, próximo à Fonte Nova, o Popó Bahiano disputaria por muitos anos competições amadoras em Salvador. Apesar disso, um dos poucos momentos de reconhecimento oficial ao craque se deu apenas em 2002. O troféu de campeão baiano da Federação Baiana de Futebol, entregue naquele ano ao Vitória, foi denominado Apolinário Santana.
Os feitos de Popó foram eternizados de uma vez por todas nas páginas do livro "Bahia de Todos os Santos" do mais ilustre torcedor do Ypiranga, Jorge Amado.
"No futebol baiano não há nenhum clube de tão gloriosa tradição quanto o Ypiranga, o time de Popó (...)", cita ele, num dos trechos do livro.
Em 1999, o escritor Aloildo Gomes Pires pesquisou a fundo sobre a vida do já falecido jogador e lançou o livro "Popó, o craque do povo - Trajetória de Apolinário Santana" que conta a história com detalhes sobre o futebolista.